# Wereldkampioenschappen kortebaanzwemmen 2021
De wereldkampioenschappen kortebaanzwemmen 2021 werden van 16 tot en met 21 december 2021 georganiseerd in de Etihad Arena in Abu Dhabi, Verenigde Arabische Emiraten.
Dit toernooi was oorspronkelijk gepland in december 2020, maar werd een jaar uitgesteld vanwege de coronapandemie.

## Programma
| S | Series | HF | Halve finales | Goud | Finale |

| Ochtendsessie | 09:30 (lokale tijd) 06:30 (MET) | Avondsessie | 18:00 (lokale tijd) 15:00 (MET) |

| Onderdeel         | December | December | December | December | December | December | December | December | December | December | December | December |
| Onderdeel         | 16       | 16       | 17       | 17       | 18       | 18       | 19       | 19       | 20       | 20       | 21       | 21       |
| ----------------- | -------- | -------- | -------- | -------- | -------- | -------- | -------- | -------- | -------- | -------- | -------- | -------- |
| 50m vrije slag    |          |          |          |          | S        | HF       |          | Goud     |          |          |          |          |
| 100m vrije slag   |          |          |          |          |          |          |          |          | S        | HF       |          | Goud     |
| 200m vrije slag   |          |          | S        | Goud     |          |          |          |          |          |          |          |          |
| 400m vrije slag   | S        | Goud     |          |          |          |          |          |          |          |          |          |          |
| 1500m vrije slag  |          |          |          |          |          |          |          |          | S        |          |          | Goud     |
| 50m rugslag       |          |          |          |          | S        | HF       |          | Goud     |          |          |          |          |
| 100m rugslag      | S        | HF       |          | Goud     |          |          |          |          |          |          |          |          |
| 200m rugslag      |          |          |          |          |          |          |          |          |          |          | S        | Goud     |
| 50m schoolslag    |          |          |          |          |          |          |          |          | S        | HF       |          | Goud     |
| 100m schoolslag   | S        | HF       |          | Goud     |          |          |          |          |          |          |          |          |
| 200m schoolslag   |          |          |          |          | S        | Goud     |          |          |          |          |          |          |
| 50m vlinderslag   |          |          |          |          |          |          | S        | HF       |          | Goud     |          |          |
| 100m vlinderslag  |          |          | S        | HF       |          | Goud     |          |          |          |          |          |          |
| 200m vlinderslag  | S        | Goud     |          |          |          |          |          |          |          |          |          |          |
| 100m wisselslag   |          |          |          |          | S        | HF       |          | Goud     |          |          |          |          |
| 200m wisselslag   | S        | Goud     |          |          |          |          |          |          |          |          |          |          |
| 400m wisselslag   |          |          |          |          |          |          |          |          | S        | Goud     |          |          |
| 4x50m vrije slag  |          |          |          |          |          |          | S        | Goud     |          |          |          |          |
| 4x100m vrije slag | S        | Goud     |          |          |          |          |          |          |          |          |          |          |
| 4x200m vrije slag |          |          |          |          |          |          | S        | Goud     |          |          |          |          |
| 4x50m wisselslag  |          |          |          |          |          |          |          |          | S        | Goud     |          |          |
| 4x100m wisselslag |          |          |          |          |          |          |          |          |          |          | S        | Goud     |
| Totaal            | 4        | 4        | 3        | 3        | 2        | 2        | 5        | 5        | 3        | 3        | 5        | 5        |

| Onderdeel         | December | December | December | December | December | December | December | December | December | December | December | December |
| Onderdeel         | 16       | 16       | 17       | 17       | 18       | 18       | 19       | 19       | 20       | 20       | 21       | 21       |
| ----------------- | -------- | -------- | -------- | -------- | -------- | -------- | -------- | -------- | -------- | -------- | -------- | -------- |
| 50m vrije slag    |          |          |          |          |          |          |          |          | S        | HF       |          | Goud     |
| 100m vrije slag   |          |          | S        | HF       |          | Goud     |          |          |          |          |          |          |
| 200m vrije slag   | S        | Goud     |          |          |          |          |          |          |          |          |          |          |
| 400m vrije slag   |          |          |          |          |          |          | S        | Goud     |          |          |          |          |
| 800m vrije slag   |          |          | S        |          |          | Goud     |          |          |          |          |          |          |
| 50m rugslag       |          |          |          |          |          |          | S        | HF       |          | Goud     |          |          |
| 100m rugslag      | S        | HF       |          | Goud     |          |          |          |          |          |          |          |          |
| 200m rugslag      |          |          |          |          | S        | Goud     |          |          |          |          |          |          |
| 50m schoolslag    | S        | HF       |          | Goud     |          |          |          |          |          |          |          |          |
| 100m schoolslag   |          |          |          |          |          |          | S        | HF       |          | Goud     |          |          |
| 200m schoolslag   |          |          |          |          |          |          |          |          |          |          | S        | Goud     |
| 50m vlinderslag   |          |          |          |          | S        | HF       |          | Goud     |          |          |          |          |
| 100m vlinderslag  |          |          |          |          |          |          |          |          | S        | HF       |          | Goud     |
| 200m vlinderslag  |          |          | S        | Goud     |          |          |          |          |          |          |          |          |
| 100m wisselslag   |          |          |          |          | S        | HF       |          | Goud     |          |          |          |          |
| 200m wisselslag   |          |          |          |          |          |          |          |          | S        | Goud     |          |          |
| 400m wisselslag   | S        | Goud     |          |          |          |          |          |          |          |          |          |          |
| 4x50m vrije slag  |          |          |          |          |          |          |          |          |          |          | S        | Goud     |
| 4x100m vrije slag | S        | Goud     |          |          |          |          |          |          |          |          |          |          |
| 4x200m vrije slag |          |          |          |          |          |          |          |          | S        | Goud     |          |          |
| 4x50m wisselslag  |          |          | S        | Goud     |          |          |          |          |          |          |          |          |
| 4x100m wisselslag |          |          |          |          |          |          |          |          |          |          | S        | Goud     |
| Totaal            | 3        | 3        | 4        | 4        | 3        | 3        | 3        | 3        | 4        | 4        | 5        | 5        |

| Onderdeel        | December | December | December | December | December | December | December | December | December | December | December | December |
| Onderdeel        | 16       | 16       | 17       | 17       | 18       | 18       | 19       | 19       | 20       | 20       | 21       | 21       |
| ---------------- | -------- | -------- | -------- | -------- | -------- | -------- | -------- | -------- | -------- | -------- | -------- | -------- |
| 4x50m vrije slag |          |          | S        | Goud     |          |          |          |          |          |          |          |          |
| 4x50m wisselslag |          |          |          |          | S        | Goud     |          |          |          |          |          |          |
| Totaal           |          |          | 1        | 1        | 1        | 1        |          |          |          |          |          |          |

## Medailles

### Mannen
| Onderdeel            | Goud | Goud        | Zilver | Zilver          | Brons | Brons           |
| -------------------- | --- | ----------- | --- | --------------- | --- | --------------- |
| Vrije slag           | |             | |                 | |                 |
| 50 m                 | Benjamin Proud Verenigd Koninkrijk | 20,46       | Ryan Held Verenigde Staten                                                                                      | 20,70           | Joshua Liendo Canada | 20,76           |
| 100 m                | Alessandro Miressi Italië | 45,57       | Ryan Held Verenigde Staten                                                                                      | 45,63           | Joshua Liendo Canada | 45,82           |
| 200 m                | Hwang Sun-woo Zuid-Korea | 1.41,60     | Aleksandr Sjtsjegolev Rusland                                                                                   | 1.41,63         | Danas Rapšys Litouwen | 1.41,73         |
| 400 m                | Felix Auböck Oostenrijk | 3.35,90     | Danas Rapšys Litouwen                                                                                           | 3.36,23         | Antonio Djakovic Zwitserland | 3.36,83         |
| 1500 m               | Florian Wellbrock Duitsland | 14.06,88 WR | Ahmed Hafnaoui Tunesië                                                                                          | 14.10,94        | Mychailo Romantsjoek Oekraïne | 14.11,47        |
| Rugslag              | |             | |                 | |                 |
| 50 m                 | Kliment Kolesnikov Rusland | 22,66       | Christian Diener Duitsland                                                                                      | 22,90           | Niet uitgereikt | Niet uitgereikt |
| 50 m                 | Kliment Kolesnikov Rusland | 22,66       | Lorenzo Mora Italië                                                                                             | 22,90           | Niet uitgereikt | Niet uitgereikt |
| 100 m                | Shaine Casas Verenigde Staten | 49,23       | Kliment Kolesnikov Rusland                                                                                      | 49,46           | Robert Glință Roemenië | 49,60           |
| 200 m                | Radosław Kawęcki Polen | 1.48,68     | Shaine Casas Verenigde Staten                                                                                   | 1.48,81         | Christian Diener Duitsland | 1.48,97         |
| Schoolslag           | |             | |                 | |                 |
| 50 m                 | Nic Fink Verenigde Staten | 25,53       | Nicolò Martinenghi Italië                                                                                       | 25,55           | João Gomes Júnior Brazilië | 25,80           |
| 100 m                | Ilja Sjymanovitsj Wit-Rusland | 55,70 CR    | Nicolò Martinenghi Italië                                                                                       | 55,80           | Nic Fink Verenigde Staten | 55,87           |
| 200 m                | Nic Fink Verenigde Staten | 2.02,28     | Arno Kamminga Nederland                                                                                         | 2.02,42         | Will Licon Verenigde Staten | 2.02,84         |
| Vlinderslag          | |             | |                 | |                 |
| 50 m                 | Nicholas Santos Brazilië | 21,93       | Dylan Carter Trinidad en Tobago                                                                                 | 21,98           | Matteo Rivolta Italië | 22,02           |
| 100 m                | Matteo Rivolta Italië | 48,87       | Chad le Clos Zuid-Afrika                                                                                        | 49,04           | Andrej Minakov Rusland | 49,21           |
| 200 m                | Alberto Razzetti Italië | 1.49,06     | Noè Ponti Zwitserland                                                                                           | 1.49,81         | Chad le Clos Zuid-Afrika | 1.49,84         |
| Wisselslag           | |             | |                 | |                 |
| 100 m                | Kliment Kolesnikov Rusland | 51,09       | Tomoe Hvas Noorwegen                                                                                            | 51,35           | Thomas Ceccon Italië | 51,40           |
| 200 m                | Daiya Seto Japan | 1.51,15     | Carson Foster Verenigde Staten                                                                                  | 1.51,35         | Alberto Razzetti Italië | 1.51,54         |
| 400 m                | Daiya Seto Japan | 3.56,26     | Ilja Borodin Rusland                                                                                            | 3.56,47         | Carson Foster Verenigde Staten | 3.57,99         |
| Vrije slag estafette | |             | |                 | |                 |
| 4x50 m               | Italië Leonardo Deplano Lorenzo Zazzeri Manuel Frigo Alessandro Miressi                                                                          | 1.23,61     | Rusland Andrej Minakov Vladimir Morozov Vladislav Grinev Aleksandr Sjtsjegolev Daniil Markov                    | 1.23,75         | Nederland Jesse Puts Stan Pijnenburg Kenzo Simons Thom de Boer Thomas Verhoeven                                                                        | 1.23,78         |
| 4x100 m              | Rusland Kliment Kolesnikov Andrej Minakov Vladislav Grinev Aleksandr Sjtsjegolev Vladimir Morozov Danil Markov                                   | 3.03,45     | Italië Alessandro Miressi Thomas Ceccon Leonardo Deplano Lorenzo Zazzeri Manuel Frigo                           | 3.03,61         | Verenigde Staten Ryan Held Hunter Tapp Shaine Casas Zach Apple Thomas Shields                                                                          | 3.05,42         |
| 4x200 m              | Verenigde Staten Kieran Smith Trenton Julian Carson Foster Ryan Held Hunter Tapp Zach Harting                                                    | 6.47,00     | Rusland Vladislav Grinev Aleksandr Sjtsjegolev Michail Vekovisjtsjev Ivan Girev Nikolaj Snegirev Danil Sjatalov | 6.49,12         | Brazilië Fernando Scheffer Murilo Sartori Kaique Alves Breno Correia Leonardo Coelho Santos                                                            | 6.49,60         |
| Wisselslagestafette  | |             | |                 | |                 |
| 4x50 m               | Rusland Kliment Kolesnikov Kirill Strelnikov Andrej Minakov Vladimir Morozov Pavel Samoesenko Andrej Nikolajev Oleg Kostin Aleksandr Sjtsjegolev | 1.30,51 CR  | Niet uitgereikt                                                                                                 | Niet uitgereikt | Italië Lorenzo Mora Nicolò Martinenghi Matteo Rivolta Lorenzo Zazzeri Michele Lamberti Thomas Ceccon                                                   | 1.30,78         |
| 4x50 m               | Verenigde Staten Shaine Casas Nic Fink Thomas Shields Ryan Held Will Licon Trenton Julian Zach Apple                                             | 1.30,51 CR  | Niet uitgereikt                                                                                                 | Niet uitgereikt | Italië Lorenzo Mora Nicolò Martinenghi Matteo Rivolta Lorenzo Zazzeri Michele Lamberti Thomas Ceccon                                                   | 1.30,78         |
| 4x100 m              | Italië Lorenzo Mora Nicolò Martinenghi Matteo Rivolta Alessandro Miressi Thomas Ceccon Alberto Razzetti Lorenzo Zazzeri                          | 3.19,76     | Verenigde Staten Shaine Casas Nic Fink Trenton Julian Ryan Held Hunter Tapp Will Licon Zach Apple               | 3.20,50         | Rusland Kliment Kolesnikov Danil Semjaninov Andrej Minakov Aleksandr Sjtsjegolev Pavel Samoesenko Aleksandr Zjigalov Roman Sjevljakov Vladislav Grinev | 3.20,65         |

### Vrouwen
| Onderdeel            | Goud                                                                                              | Goud        | Zilver | Zilver          | Brons                                                                                                 | Brons   |
| -------------------- | ------------------------------------------------------------------------------------------------- | ----------- | --- | --------------- | --- | ------- |
| Vrije slag           |                                                                                                   |             | |                 | |         |
| 50 m                 | Sarah Sjöström Zweden                                                                             | 23,08 CR    | Ranomi Kromowidjojo Nederland                                                                                         | 23,31           | Katarzyna Wasick Polen                                                                                | 23,40   |
| 100 m                | Siobhán Haughey Hongkong                                                                          | 50,98 CR    | Sarah Sjöström Zweden                                                                                                 | 51,31           | Abbey Weitzeil Verenigde Staten                                                                       | 51,64   |
| 200 m                | Siobhán Haughey Hongkong                                                                          | 1.50,31 WR  | Rebecca Smith Canada                                                                                                  | 1.52,24         | Paige Madden Verenigde Staten                                                                         | 1.53,01 |
| 400 m                | Li Bingjie China                                                                                  | 3.55,83     | Summer McIntosh Canada                                                                                                | 3.57,87         | Siobhán Haughey Hongkong                                                                              | 3.58,12 |
| 800 m                | Li Bingjie China                                                                                  | 8.02,90 CR  | Anastasia Kirpitsjnikova Rusland                                                                                      | 8.06,44         | Simona Quadarella Italië                                                                              | 8.07,99 |
| Rugslag              |                                                                                                   |             | |                 | |         |
| 50 m                 | Margaret MacNeil Canada                                                                           | 25,27 WR    | Kylie Masse Canada | 25,62           | Louise Hansson Zweden                                                                                 | 25,86   |
| 100 m                | Louise Hansson Zweden                                                                             | 55,20       | Kylie Masse Canada | 55,22           | Katharine Berkoff Verenigde Staten                                                                    | 55,40   |
| 200 m                | Rhyan White Verenigde Staten                                                                      | 2.01,58     | Kylie Masse Canada | 2.02,07         | Isabelle Stadden Verenigde Staten                                                                     | 2.02,20 |
| Schoolslag           |                                                                                                   |             | |                 | |         |
| 50 m                 | Anastasia Gorbenko Israël                                                                         | 29,33       | Benedetta Pilato Italië                                                                                               | 29,50           | Sophie Hansson Zweden                                                                                 | 29,55   |
| 100 m                | Tang Qianting China                                                                               | 1.03,47     | Sophie Hansson Zweden                                                                                                 | 1.03,50         | Mona McSharry Ierland                                                                                 | 1.03,92 |
| 200 m                | Emily Escobedo Verenigde Staten                                                                   | 2.17,85     | Jevgenia Tsjikoenova Rusland                                                                                          | 2.17,88         | Molly Renshaw Verenigd Koninkrijk                                                                     | 2.17,96 |
| Vlinderslag          |                                                                                                   |             | |                 | |         |
| 50 m                 | Ranomi Kromowidjojo Nederland                                                                     | 24,44 CR    | Sarah Sjöström Zweden                                                                                                 | 24,51           | Claire Curzan Verenigde Staten                                                                        | 24,55   |
| 100 m                | Margaret MacNeil Canada                                                                           | 55,04       | Louise Hansson Zweden                                                                                                 | 55,10           | Claire Curzan Verenigde Staten                                                                        | 55,39   |
| 200 m                | Zhang Yufei China                                                                                 | 2.03,01     | Charlotte Hook Verenigde Staten                                                                                       | 2.04,35         | Lana Pudar Bosnië en Herzegovina                                                                      | 2.04,88 |
| Wisselslag           |                                                                                                   |             | |                 | |         |
| 100 m                | Anastasia Gorbenko Israël                                                                         | 57,80       | Beryl Gastaldello Frankrijk                                                                                           | 57,96           | Maria Kameneva Rusland                                                                                | 58,15   |
| 200 m                | Sydney Pickrem Canada                                                                             | 2.04,29     | Yu Yiting China | 2.04,48         | Kate Douglass Verenigde Staten                                                                        | 2.04,62 |
| 400 m                | Tessa Cieplucha Canada                                                                            | 4.25,55     | Ellen Walshe Ierland                                                                                                  | 4.26,52         | Melanie Margalis Verenigde Staten                                                                     | 4.26,63 |
| Vrije slag estafette |                                                                                                   |             | |                 | |         |
| 4x50 m               | Verenigde Staten Abbey Weitzeil Claire Curzan Katharine Berkoff Kate Douglass Torri Huske         | 1.34,22     | Zweden Sarah Sjöström Michelle Coleman Sara Junevik Louise Hansson Hanna Rosvall                                      | 1.34,54         | Nederland Kim Busch Maaike de Waard Kira Toussaint Ranomi Kromowidjojo Tessa Giele Marrit Steenbergen | 1.34,89 |
| 4x100 m              | Verenigde Staten Kate Douglass Claire Curzan Katharine Berkoff Abbey Weitzeil Torri Huske         | 3.28,52     | Niet uitgereikt | Niet uitgereikt | Zweden Sarah Sjöström Michelle Coleman Sophie Hansson Louise Hansson Sara Junevik                     | 3.28,80 |
| 4x100 m              | Canada Kayla Sanchez Margaret MacNeil Rebecca Smith Katerine Savard Bailey Andison                | 3.28,52     | Niet uitgereikt | Niet uitgereikt | Zweden Sarah Sjöström Michelle Coleman Sophie Hansson Louise Hansson Sara Junevik                     | 3.28,80 |
| 4x200 m              | Canada Summer McIntosh Kayla Sanchez Katerine Savard Rebecca Smith Tessa Cieplucha Sydney Pickrem | 7.32,96     | Verenigde Staten Torri Huske Abbey Weitzeil Melanie Margalis Paige Madden Katharine Berkoff Emma Weyant               | 7.36,53         | China Li Bingjie Cheng Yujie Zhu Menghui Liu Yaxin                                                    | 7.39,92 |
| Wisselslagestafette  |                                                                                                   |             | |                 | |         |
| 4x50 m               | Zweden Louise Hansson Sophie Hansson Sarah Sjöström Michelle Coleman Hanna Rosvall Emelie Fast    | 1.42,38 =WR | Verenigde Staten Rhyan White Lydia Jacoby Claire Curzan Abbey Weitzeil Katharine Berkoff Emily Escobedo Kate Douglass | 1.43,61         | Nederland Kira Toussaint Kim Busch Maaike de Waard Ranomi Kromowidjojo Tessa Giele                    | 1.44,03 |
| 4x100 m              | Zweden Louise Hansson Sophie Hansson Sarah Sjöström Michelle Coleman Hanna Rosvall Emelie Fast    | 3.46,20     | Canada Kylie Masse Sydney Pickrem Margaret MacNeil Kayla Sanchez Katerine Savard Summer McIntosh                      | 3.47,36         | China Peng Xuwei Tang Qianting Zhang Yufei Cheng Yujie Wan Letian Yu Yiting Zhu Jiaming               | 3.47,41 |

### Gemengd
| Onderdeel            | Goud | Goud       | Zilver | Zilver  | Brons | Brons   |
| -------------------- | --- | ---------- | --- | ------- | --- | ------- |
| Vrije slag estafette | |            | |         | |         |
| 4x50 m               | Canada Joshua Liendo (20,94) Yuri Kisil (20,99) Kayla Sanchez (23,51) Margaret MacNeil (23,11) Rebecca Smith Katerine Savard                 | 1.28,55    | Nederland Jesse Puts (21,33) Thom de Boer (20,35) Ranomi Kromowidjojo (22,97) Kira Toussaint (23,96) Kenzo Simons | 1.28,61 | Rusland Vladimir Morozov (21,17) Andrej Minakov (20,95) Maria Kameneva (23,17) Arina Surkova (23,68) Daniil Markov Rozalja Nasretdinova                   | 1.28,97 |
| Wisselslagestafette  | |            | |         | |         |
| 4x50 m               | Nederland Kira Toussaint (26,21) Arno Kamminga (25,40) Ranomi Kromowidjojo (24,36) Thom de Boer (20,23) Tessa Giele Nyls Korstanje Kim Busch | 1.36,20 CR | Verenigde Staten Shaine Casas (23,16) Nic Fink (25,82) Claire Curzan (24,85) Abbey Weitzeil (23,21)               | 1.37,04 | Italië Lorenzo Mora (23,28) Nicolo Martinenghi (25,60) Elena Di Liddo (24,91) Silvia Di Pietro (23,50) Michele Lamberti Benedetta Pilato Leonardo Deplano | 1.37,29 |

## Medaillespiegel
| Plaats | Land                  | Goud | Zilver | Brons | Totaal |
| 1      | Verenigde Staten      | 9    | 9      | 12    | 30     |
| 2      | Canada                | 7    | 6      | 2     | 15     |
| 3      | Italië                | 5    | 5      | 6     | 16     |
| 4      | Rusland               | 4    | 7      | 4     | 15     |
| 5      | Zweden                | 4    | 5      | 3     | 12     |
| 6      | China                 | 4    | 1      | 2     | 7      |
| 7      | Nederland             | 2    | 3      | 3     | 8      |
| 8      | Hongkong              | 2    | 0      | 1     | 3      |
| 9      | Israël                | 2    | 0      | 0     | 2      |
| 9      | Japan                 | 2    | 0      | 0     | 2      |
| 11     | Duitsland             | 1    | 1      | 1     | 3      |
| 12     | Brazilië              | 1    | 0      | 2     | 3      |
| 13     | Polen                 | 1    | 0      | 1     | 2      |
| 13     | Verenigd Koninkrijk   | 1    | 0      | 1     | 2      |
| 15     | Oostenrijk            | 1    | 0      | 0     | 1      |
| 15     | Wit-Rusland           | 1    | 0      | 0     | 1      |
| 15     | Zuid-Korea            | 1    | 0      | 0     | 1      |
| 18     | Ierland               | 0    | 1      | 1     | 2      |
| 18     | Litouwen              | 0    | 1      | 1     | 2      |
| 18     | Zuid-Afrika           | 0    | 1      | 1     | 2      |
| 18     | Zwitserland           | 0    | 1      | 1     | 2      |
| 22     | Frankrijk             | 0    | 1      | 0     | 1      |
| 22     | Noorwegen             | 0    | 1      | 0     | 1      |
| 22     | Trinidad en Tobago    | 0    | 1      | 0     | 1      |
| 22     | Tunesië               | 0    | 1      | 0     | 1      |
| 26     | Bosnië en Herzegovina | 0    | 0      | 1     | 1      |
| 26     | Roemenië              | 0    | 0      | 1     | 1      |
| 26     | Verenigd Koninkrijk   | 0    | 0      | 1     | 1      |
| Totaal | Totaal                | 48   | 45     | 45    | 138    |